# Onychembolus
Onychembolus Millidge, 1985 è un genere di ragni appartenente alla famiglia Linyphiidae.

## Distribuzione
Le due specie oggi attribuite a questo genere sono state rinvenute in America meridionale: in Cile e Argentina.

## Tassonomia
A dicembre 2011, si compone di due specie:
- Onychembolus anceps Millidge, 1991 — Cile
- Onychembolus subalpinus Millidge, 1985[3] — Cile, Argentina

### Sinonimi
- Onychembolus bidentatus (Millidge, 1991); esemplari trasferiti qui dal genere Neomaso Forster, 1970, sono stati riconosciuti in sinonimia con O. subalpinus Millidge, 1991, a seguito di un lavoro dell'aracnologo Miller del 2007[1].
- Onychembolus tridentatus (Millidge, 1991); esemplari trasferiti qui dal genere Neomaso Forster, 1970, sono stati riconosciuti in sinonimia con O. subalpinus Millidge, 1991, a seguito di un lavoro dell'aracnologo Miller del 2007[1].